# Campeonato Chileno de Futebol de 2012 - Segunda Divisão
O Campeonato Chileno de Futebol de Segunda Divisão de 2012 (oficialmente Campeonato Nacional de Primera B  de la Asociación Nacional de Fútbol Profesional de Chile 2012) foi a 62ª edição do campeonato do futebol do Chile, segunda divisão, no formato "Primera B". Os 14 clubes jogam em turno (primeira fase em grupos regionais, segunda fase jogos de ida em grupo único) no "Apertura" e depois returno (o mesmo modelo) no "Clausura". O campeão da tabela anual (soma dos dois torneios) e o vencedor entre os dois "campeões" de turno e returno são promovidos para o Campeonato Chileno de Futebol de 2013. Os dois subsequentes da tabela anual jogariam partidas de ida e volta com os antepenúltimos colocados (Club Deportes Cobresal e Club Deportivo Universidad de Concepción). O último colocado era rebaixado para a Segunda División Profesional de 2013, terceiro escalão chileno.

## Participantes
| Equipe                                        | Cidade        | Região                           | No ano anterior                                                      | Estádio                                       | Capacidade | Títulos              | Participações |
| --------------------------------------------- | ------------- | -------------------------------- | -------------------------------------------------------------------- | --------------------------------------------- | ---------- | -------------------- | ------------- |
| Club Deportivo San Marcos de Arica            | Arica         | Região de Arica e Parinacota     | Décimo Lugar                                                         | Estádio Carlos Dittborn                       | 10.000     | 1 (1981)             | 30            |
| Club de Deportes Puerto Montt                 | Puerto Montt  | Região de Los Lagos              | Décimo Primeiro Lugar                                                | Estádio Regional de Chinquihue                | 5.300      | 1 (2002)             | 20            |
| Club de Deportes Lota Schwager                | Coronel       | Região de Bío-Bío                | Nono Lugar                                                           | Estádio Municipal Federico Schwager           | 18.500     | 2 (1969, 1986)       | 28            |
| Club de Deportes Coquimbo Unido               | Coquimbo      | Região de Coquimbo               | Oitavo Lugar                                                         | Estádio La Pampilla                           | ---        | 2 (1962, 1977)       | 29            |
| Club Social y de Deportes Concepción          | Concepción    | Região de Bío-Bío                | Terceiro Lugar                                                       | Estádio Municipal de Concepción               | 35.000     | 2 (1967, 1994)       | 11            |
| Club de Deportes Naval                        | Talcahuano    | Região de Bío-Bío                | Segundo Lugar                                                        | Estádio El Morro                              | 7.152      | 0 (não possui)       | 10            |
| Club Provincial Curicó Unido                  | Curicó        | Região de Maule                  | Décimo Segundo Lugar                                                 | Estádio La Granja                             | 8.000      | 1 (2008)             | 22            |
| Club Deportivo Unión Temuco                   | Temuco        | Região de Araucanía              | Sétimo Lugar                                                         | Estádio Municipal Germán Becker               | 20.930     | 0 (não possui)       | 3             |
| Club Deportivo San Luis                       | Quillota      | Região de Valparaíso             | Sexto Lugar                                                          | Estádio Municipal Lucio Fariña Fernández      | 7.500      | 3 (1955, 1958, 1980) | 30            |
| Corporación Deportiva Everton de Viña del Mar | Viña del Mar  | Região de Valparaíso             | Quarto Lugar                                                         | Estádio Sausalito                             | 25.000     | 1 (2003)             | 13            |
| Club Deportivo Magallanes                     | Maipú         | Região Metropolitana de Santiago | Décimo Terceiro Lugar                                                | Estádio Santiago Bueras                       | 4.000      | 0 (não possui)       | 27            |
| Club de Deportes Ñublense                     | Chillán       | Região de Bío-Bío                | Rebaixado do Campeonato Chileno de Futebol de 2011                   | Estádio Bicentenário Municipal Nelson Oyarzún | 12.000     | 1 (1976)             | 38            |
| Corporación Club de Deportes Santiago Morning | Independencia | Metropolitana de Santiago        | Rebaixado do Campeonato Chileno de Futebol de 2011                   | Santa Laura                                   | 22.375     | 3 (1959, 1974, 2005) | 16            |
| Athletic Club Barnechea                       | Lo Barnechea  | Região Metropolitana de Santiago | Acesso pelo Campeonato Chileno de Futebol de 2011 - Terceira Divisão | Estádio Municipal de Lo Barnechea             | 2.500      | 0 (não possui)       | 2             |

## Campeão
| Campeão Chileno Segunda Divisão 2012                           |
| -------------------------------------------------------------- |
| Club Deportivo San Marcos de Arica (Arica) (2º título) Campeão |